# Moustafa Mijiyawa
Moustafa Mijiyawa, né le 6 décembre 1958 à Mango, est un professeur de rhumatologie et homme politique togolais. Depuis 2015, il est chargé du ministère de la Santé.

## Biographie

### Carrière médicale
Moustafa Mijiyawa a étudié la médecine à l'université de Lomé puis s'est spécialisé en rhumatologie à l'université René Descartes. Il ressort major du concours de l'internat des hôpitaux de Lomé,. Il est professeur agrégé en rhumatologie,. Il enseigne majoritairement la rhumatologie et la rédaction médicale, particulièrement à l'université de Lomé,,.
Il exerce depuis près de trente ans comme rhumatologue au Togo et à l'international, prenant notamment en charge l'éducation médicale, la physiothérapie, les prothèses et orthèses au Togo. Dans ce cadre, il publie un ouvrage intitulé L'Approche contractuelle dans les formations sanitaires publiques du Togo qui traite de la gestion des hôpitaux publics et de la santé publique dans les pays de l'ouest africain depuis leur indépendance.
Depuis 1995, il est directeur de l'École nationale des auxiliaires médicaux de Lomé, il coordonne le programme de résidence en rhumatologie de l'Université de Lomé. Il a occupé les fonctions de chef du département de rhumatologie à l'hôpital universitaire Sylvanus Olympio durant 22 ans, et de membre du jury du 8e concours d'agrégation de médecine du Conseil africain et malgache pour l'enseignement supérieur entre 2002 et 2016.
Le 28 août 2024, il rejoint le conseil consultatif de la Fondation Brazzaville, pour apporter son expertise et ses conseils aux actions de la fondation.
Il se spécialise dans les maladies infectieuses et la santé sexuelle,.

### Carrière politique
Dès son entrée en fonction en 2015 dans le premier gouvernement de Komi Sélom Klassou, Mijiyawa est conscient de l'état du système de santé togolais — il ne se « porte pas bien » — et souhaite entreprendre une réforme en adoptant une approche contractuelle, un équilibre entre gestion de l'État togolais et intervention de sociétés privées.
Durant son mandat, plusieurs avancées concernant la santé publique prennent place. En termes d'infrastructures, une centaine de centres de santé sont réhabilités en trois ans et un nouvel hôpital spécialisé en maladies infectieuses prend place à Kara. Il est également à l'origine de plusieurs partenariats internationaux, notamment avec l'Égypte, dans les domaines de la cardiologie, du traitement des grands brûlés et des urgences, et l'Allemagne via le projet ProSanté.
A l'aide de son ministère, il dirige l'organisation de la 71e et de la 72e édition du comité régional africain de l'Organisation mondiale de la santé, en ligne puis à Lomé,,. Ils mettent en place un dispositif de lutte contre les faux médicaments en circulation et la gratuité progressive de la prise en charge des femmes enceintes.
Ces progrès sont toutefois remis en cause au cours de l'année 2021, notamment par le Collectif des syndicats de la santé. En effet, le recrutement du personnel est, entre autres, considéré comme trop lent, ce qui entraîne une capacité diminuée dans les secteurs de réanimation. Une grève nationale suit,, ce qui ne pousse pas pour autant le ministre à réagir.
Mijiyawa est élu président du conseil d'administration du Centre africain de contrôle et de prévention des maladies pour trois ans à compter de décembre 2019,.

## Publications

### Ouvrages
- L'approche contractuelle dans les formations sanitaires publiques du Togo : Une solution au dysfonctionnement des hôpitaux en Afrique, L'Harmattan, 9 février 2023 (ISBN 978-2-14-031848-1)[25].

### Recherche
- « Prise en Charge infirmière de la douleur chez l'adulte au CHU-Kara (Togo) », European Scientific Journal,‎ février 2018.
- Koffi-Tessio A. V., Oniankitan O. et Moustafa Mijiyawa, « Vécu et perçu de leur profession par des médecins togolais », La tunisie Medicale, vol. 88, no 9,‎ 2010.

## Décorations
- Chevalier de l'ordre du Mono[7]
- Officier de l'ordre des Palmes académiques du Togo[7]